# 三段池公園

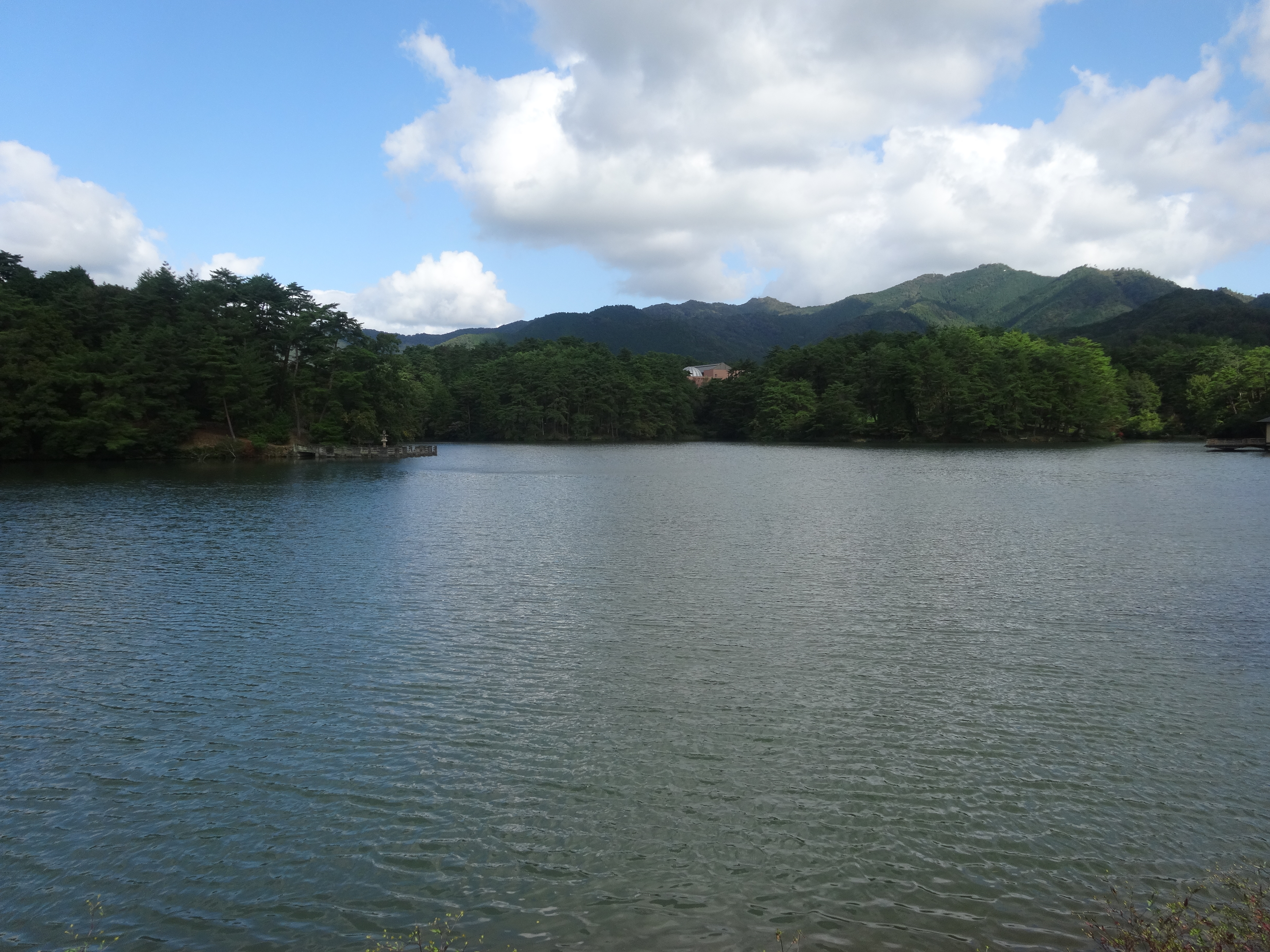
三段池。奥に見える建物が児童科学館

三段池公園（さんだんいけこうえん）は、京都府福知山市にある都市公園（総合公園）である。
福知山藩主松平忠房により作られた灌漑用の池を中心に、市民の散策の場として整備された。池の周囲に約1.3kmの散策道があり、周辺に各種施設を備えている。

## 施設
- 松風亭

三段池に浮かぶ茶室。
- 円形広場

各種イベント用の野外ステージ。
- トリムの広場・ゆうぎ広場・青空広場

ミニアスレチックや児童遊具を備える。キャンプや小運動会向けの広場。
- 総合体育館

メインアリーナ、サブアリーナ、トレーニングジム、会議室、アトリエを備え、催し物会場としても使用される。また毎年11月23日には、同体育館付近において福知山マラソン（1995年・第5回大会以降より現在まで）のスタート・ゴール地点と、及び受付会場等として開催されている。
- テニスコート

クレイコート。ソフトテニスの全国・西日本・関西大会が開かれる。
- 多目的グラウンド

サッカー、野球（各2面）の他、ゴールポストも備えラグビーの試合も可能。
- 芝生広場（大はらっぱ広場）

- 児童科学館

各種体験型展示施設で科学を学ぶ。プラネタリウムを備える。
- 福知山市動物園

小動物を中心とした動物園。ヤギやウサギ、シロテテナガザルの「知ちゃん」「山ちゃん」などとふれあえる。近くにある猿ヶ島（猿山）は無料。
- 都市緑化植物園

食虫植物やサボテン・ランなどの温室（スモール・テラ）を備える。「緑の相談所」併設。
- 城山

猪崎城跡の丘。市街地を一望でき、花見もできる。
- 稲葉山古墳